# Pablo Ballesteros Lago
Pablo Ballesteros Lago, Pablo Lago (A Veiga, 30 d'agost de 1974) és un futbolista asturià, que ocupa la posició de migcampista.

## Trajectòria
Es va formar al planter del Reial Oviedo, però no va arribar a debutar al primer equip. El 1995 marxa al CD Lugo, de Segona B, on passa dues temporades abans d'incorporar-s'hi al filial matalasser, la temporada 97/98. Amb l'Atlético B hi debuta a la Segona Divisió, jugant 30 partits i marcant tres gols. A l'any següent recala al Rayo Vallecano, on signa una altra bona temporada i aconsegueix l'ascens a Primera.
Però, no segueix al Rayo i el seu debut en la màxima categoria ha d'esperar un any més, quan ho assoleix amb la UD Las Palmas. Passaria dos anys en Primera amb els canaris, alternant la titularitat amb la suplència. Entre el 2002 i el 2004 milita al Racing de Santander, però tot just compta en les alineacions.
L'estiu del 2004 fitxa per l'Sporting de Gijón, de Segona. Al club asturià gaudeix de minuts, tot i que moltes vegades eixint de la suplència: de 57 partits en dos anys, només n'és titular en 19. Després d'una estada sense massa fortuna al CD Numancia, el 2008 fitxa pel Marino de Luanco.